# Ann-Sofi Pettersson
Elin Ann-Sofi Pettersson-Colling (Estocolmo, 1 de janeiro de 1932) é uma ginasta e médica sueca. Representou a Suécia em duas edições dos Jogos Olímpicos de Verão: 1952 e 1956.

## Biografia
Ann-Sofi nasceu em Estocolmo, capital da Suécia, no ano de 1932. Ainda em sua cidade natal, deu início a realização da prática da ginástica na Stockholms Studenters IF, centro de treinamento vinculado a Universidade de Estocolmo.
Defendeu a Suécia no Campeonato Mundial de Ginástica Artística de 1950, realizado em Basiléia, na Suíça. No individual geral da competição, garantiu a medalha de prata para Suécia, sendo superada apenas pela polonesa Helena Rakoczy. Na categoria de paralelas assimétricas, angariou a medalha de ouro para federação sueca dividindo a medalha com a austríaca Gertchen Kolar após obterem a mesma nota. Ademais das categorias individuais, integrou o time sueco que ganhou a medalha na categoria por equipe juntamente com as atletas Evy Berggren, Vanja Blomberg, Karin Lindberg, Gunnel Ljungström, Hjördis Nordin, Göta Pettersson e Ingrid Sandahl.
Após a passagem vitoriosa pelo mundial, participou do selecionado sueco nos Jogos Olímpicos de Verão de 1952, realizados em Helsínquia na Finlândia. Participou na campanha sueca responsável pelo ouro na categoria de aparelhos portáteis por equipe juntamente com Evy Berggren, Vanja Blomberg, Karin Lindberg, Gun Röring, Hjördis Nordin, Göta Pettersson e Ingrid Sandahl. A equipe também ficou em quarto lugar na categoria por equipe, sendo superadas pela União Soviética, Hungria e Chéquia. Em categorias individuais, teve resultados como o quadragésimo quarto lugar no individual geral, décimo sétimo no solo e décimo quarto no volteio empatada com a italiana Licia Macchini.
Depois da passagem olímpica, participou do Campeonato Mundial de Ginástica Artística de 1954, realizado em Roma, na Itália. Na competição ganhou a medalha de ouro no salto.
Conseguinte a participação no mundial, novamente integrou o selecionado sueco para os Jogos Olímpicos de Verão de 1956, realizados em Melbourne na Austrália. Ganhou a medalha de bronze na categoria de volteio, empatando com a húngara Olga Tass-Lemhényi. Também ganhou a medalha de prata com a equipe sueca na categoria por equipe com as companheiras Karin Lindberg, Eva Rönström, Evy Berggren, Doris Hedberg e Maud Karlén. As suecas foram apenas superadas pelas atletas húngaras, nessa categoria. A equipe ainda garantiu o oitavo lugar na categoria pro equipe. No individual geral, ficou em trigésimo primeiro lugar. Na trave, ficou com o quadragésimo lugar empatando com a italiana Luciana Reali.
Entre os anos de 1951 e 1958, ganhou e disputou diversas categorias, como argola, volteio e individual no Campeonato Nacional Sueco de Ginástica, chegando a ganhar o título de desportista do ano em 1955.

### Vida pessoal
Casou-se com o cientista do esporte e pesquisador Bengt Saltin e adotou seu sobrenome. Após a aposentadoria da ginástica, cursou Medicina e passou a atuar na área médica.